# غرق (روستا)
 غرق  (در عربی:  غُرَق )
نام روستایی است در دهستان الغُربان از توابع استان عَدَن در کشور یمن در شبه جزیره عربستان. 

## جمعیت
جمعیت آن (۸۸ ) نفر (۱۴ خانوار) می‌باشد.